# 陶凤麟
陶凤麟，明朝人，是一名明朝政治人物。
陶凤麟曾于1554年接替俞意任嘉定县知县一职，1554年由杨旦接任。